# Agerskov
Agerskov es una localidad situada en el municipio de Tønder, en la región de Dinamarca Meridional (Dinamarca), con una población estimada a principios de 2018 de unos 1223 habitantes.
Se encuentra ubicada al suroeste de la península de Jutlandia, junto a la frontera con Alemania y la costa del mar del Norte.